# 程邃
程 邃（てい すい、1607年 - 1692年）は、中国明末清初の篆刻家・書家・画家である。字を穆倩（ぼくせん）、号は垢区・垢道人・青渓朽民・野全道者・江東布衣。松江府華亭県（現在の上海市西部）に生まれ、晩年に揚州に移った。本貫は徽州府歙県。

## 略伝
若いうちから黄道周・楊廷麟に遊学し、経学・考証学などを学び、詩・書・画・篆刻の四芸を研鑽した。明朝では諸生として過ごす。民族意識が強い文人画家として著名で、詩に『会心吟』がある。
篆刻は朱簡に師法し、漢印の刻法をよく研究し、考証学の研究から金石文を取り込み、古風で素朴な作風を打ち立てた。特に朱文印に優れた。側款は草書で記し、重厚で力強い。文彭・何震の流れはすでにマンネリ化し停滞していたが、これを断ち、徽派に新風を興した。巴慰祖や胡唐が後に続いた。
周亮工や梁清標などの名士の印は程邃が作印した。程芝華の『古蝸篆居印述』に程邃の印が模刻されている。